# مونتجومري بيل
مونتجومري بيل (بالإنجليزية: Montgomery Bell)‏ هو رائد أعمال وشخصية أعمال أمريكي، ولد في 3 يناير 1769 في مقاطعة تشيستر في الولايات المتحدة، وتوفي في 1 أبريل 1855 في مقاطعة ديكسون في الولايات المتحدة.